# Pösing
Pösing je obec v německé spolkové zemi Bavorsko, v zemském okrese Cham ve vládním obvodu Horní Falc.
Žije zde přibližně 1 000 obyvatel.